# Hanna
Hanna je britsko-německý akční thriller od režiséra Joa Wrighta z roku 2011. Titulní roli ztvárnila Saoirse Ronan a v dalších rolích se objevili Eric Bana a Cate Blanchett. Film měl premiéru ve Spojených státech dne 8. dubna 2011 a v České republice dne 5. května 2011.

## Obsah filmu
Hanna Heller (Saoirse Ronan) je patnáctiletá dívka, která žije se svým otcem Erikem (Eric Bana) v pustině v severním Finsku. Film začíná scénou, když Hanna loví a zabijí soba, nejprve ho zasáhne šípem a mine jeho srdce a poté ho zabije pistolí.
Od věku dvou let Hannu trénoval její otec Erik, bývalý německý agent CIA, aby se z ní stala zručná vražedkyně. Eric zná tajemství, které nesmí proniknout na veřejnost. Opustil agenturu a inkognito odcestoval do Arktidy. Marissa Wiegler (Cate Blanchett), úřednice CIA, chce Erika zabít, ten se ale snaží vytrénovat Hannu, aby zabila právě Marissu. Hanna si často čte krvavou knihu pohádek od Bratří Grimmů, má velké množství encyklopedických znalostí a umí plynně mluvit několika jazyky. Avšak kvůli tomu, že byla trénována mimo civilizaci, nikdy nepřišla do styku s moderní technologií nebo kulturou a není obeznámena s hudbou, nebo elektřinou. Pamatovala si sérii falešných příběhů, které by použila "až přijde čas".
Jednu noc Hanna řekne Erikovi, že je "připravená". Erik jí předává vysílač, který po zapnutí upozorní vnější svět na jejich přítomnost. Varuje Hannu, že pokud ji Marissa Wiegler najde, tak "se nezastaví", dokud nebude jedna z nich mrtvá a neochotně umožňuje Hanně, aby se sama rozhodla. Po nějakém čase na rozhodnutí, aspoň přes noc, Hanna spouští vysílač a pošle signál jejich lokace k Wieglerové, která sem pošle celý tým. Erik odchází a řekne, že se setkají v Berlíně. Hanna poté zabije dva nájemné zabijáky a čeká na zbytek, protože ví, že ji budou muset odvést, aby mohl její otec uprchnout. Hannu vezmou do rozsáhlého podzemního komplexu CIA. Wiegler je podezřívavá ohledně Hanniny žádosti, aby si s ní mohla promluvit a místo sebe posílá raději dvojnici (Michelle Dockeryová). Hanna se dvojnice zeptá, kde se setkala s jejím otcem. Dvojnice, která informace slyší přes ukryté sluchátko přímo od Wiegler, odpoví správně, Hanna začne plakat a vleze do klína dvojnice a vzlyká jí do ramene. Toto všechny znejistí a pošlou pro vojáky a doktora, aby se jim podařilo ji uklidnit. Když vstoupí do místnosti, Hanna zabije dvojnici a pak i několik dalších lidí (jednomu ukradne pistoli), dostane se přes ventilační systém a uniká z budovy.
Hanna se ocitá na útěku na marocké poušti, kde se setkává se Sebastianem (Jason Flemyng) a Rachel (Olivia Williams), bohémským britským párem, který je na kempovacím výletě se svou dospívající dcerou Sophií (Jessica Barden) a mladším synem Milesem (Aldo Maland). Vplíží se do rodinného karavanu a chystá se odjet trajektem do Španělska, aby se později mohla dostat do Německa. Rodina je k ní moc milá, z Hanny a Sophie se stanou kamarádky a nějaký čas stráví schůzkami s místními chlapci a oceňováním kultury. Mezitím si Wiegler najímá bývalého agenta Isaacse (Tom Hollander), aby zadržel Hannu ještě před tím, než se setká se svým otcem v Německu. Hanna cestuje nadále s rodinou a Isaacs ji s dalšími muži pronásledují a vystopují je ve Francii. Hanna řekne Sophii, aby ji nesledovala, poděkuje jí, že pro ni byla dobrou kamarádkou, uteče a zabije jednoho muže, který ji pronásleduje. Na místo poté doráží Wiegler, která vyslýchá rodinu, předstírá, že se snaží Hannu ochránit a dozví se od nich, že cestuje do Berlína.
Hanna přichází na adresu, kterou jí dal její otec a setkává se s excentrickým starým kouzelníkem Knepflerem (Martin Wuttke), který žije v domě, který vypadá jak z pohádek bratří Grimmů. Hanna má právě své 16. narozeniny a Knepfler jí udělá k snídani vajíčko a vafle. Také jí dovolí poslechnout si hudbu, ke které neměla dříve přístup a Hanna se připravuje na schůzku se svým otcem. Ale přijíždí Wiegler a Isaacs. Hanna utíká, ale během útěku zaslechne, že Erik není její pravý otec. Je zmatená, setkává se s Erikem v domě své babičky, kde se ji Wiegler snažila najít a nakonec zabila její babičku. Hanna se poté dozví, že Erik není její otec; byl pouze náborářem pro program, kdy byly těhotné ženy brány z potratových klinik, aby CIA mohla změnit DNA jejich dětí, aby zvýšila jejich sílu, vytrvalost a reflexy a potlačila emoce jako strach a soucit, aby z nich vytvořili super vojáky. Nicméně projekt byl z neznámého důvodu zrušen a měli by být zničeni všichni, kdo se projektu zúčastnili. Erik se snažil utéct s Hannou a její matkou Johannou Zadek (Vicky Krieps), ale Wiegler na ně zaútočila během jízdy autem, kde si tehdy dvouletá Hanna listovala knihou pohádek bratří Grimmů. Wiegler střelila Johannu, která ušla nějakou cestu od auta a pak se zhroutila z velkého počtu zranění a na místě zemřela. Erikovi s dvouletou Hannou se podařilo utéct.
Přichází Wiegler a Isaacs s úmyslem zabít oba dva. Erik je rozptýlí, aby Hanna mohla utéct. Erik zabíjí Isaacse, ale ihned ho zastřelí Wiegler, která poté jde do domu Knepflera. Hanna je zde, zjistí, že Knepflera zabili a jeho tělo je pověšeno vzhůru nohama. Po honičce v lese se Hanna a Wiegler vzájemně konfrontují. Hanna prosí o ukončení zabíjení a řekne, že nechce již nikomu dalšímu ublížit. Wiegler řekne, že chce jen mluvit, ale Hanna začne couvat a utíkat. Wiegler je naštvaná tímto aktem vzdoru a střelí Hannu, která střelí na Wiegler pomocí luku a šípu, které našla u Knepflerova těla. Hanna je sražena k zemi kulkou do levého podbřišku. Probouzí se a běží za Wiegler, která je na útěku. Dostanou se k nedalekému tobogánu a vylezou po schodech, Hanna je neozbrojená a Wiegler se ji stále snaží zastřelit. Na vršku tobogánu je jasné, že Hannin šíp udělal více škody, než kulka od Wiegler a dezorientovaná Wiegler padá a klouže po tobogánu ve chvíli, kdy se chystala Hannu zastřelit a upustila pistoli. Hanna následuje zraněnou Wiegler, zvedá její upuštěnou pistoli, řekne, že právě minula její srdce a zastřelí Wiegler. Jako poslední následuje scéna ze začátku filmu, kdy Hanna loví a zabíjí soba.

## Hrají
| Saoirse Ronan       | Hanna Heller    |
| Cate Blanchett      | Marissa Wiegler |
| Eric Bana           | Erik Heller     |
| Jessica Barden      | Sophie          |
| Aldo Maland         | Miles           |
| Tom Hollander       | Isaacs          |
| Olivia Williams     | Rachel          |
| Jason Flemyng       | Sebastian       |
| Michelle Dockeryová | Falešná Marissa |
| Vicky Krieps        | Johanna Zadek   |
| Martin Wuttke       | Knepfler        |
| Sebastian Hulk      | Titch           |

## Ocenění
| Název ocenění      | Kategorie                                   | Držitel       | Výsledek   |
| ------------------ | ------------------------------------------- | ------------- | ---------- |
| Young Artist Award | Nejlepší mladá herečka v celovečerním filmu | Saoirse Ronan | Nominována |